# Вільям Річард Морфілл
Вільям Річард Морфілл (William Morfill; 17 листопада 1834, Мейдстон — 9 листопада 1909, Оксфорд) — англійський славіст, професор російської та слов'янських мов Оксфордського університету (з 1900). Член Британської академії (з 1903).
Перший професор російської мови у Великій Британії.
Син музиканта. Після навчання в Maidstone Grammar School і школі Тонбріджа, закінчив коледж Корпус-Крісті Оксфордського університету.
У 1865—1869 читав лекції з філософії і сучасної історії в університеті. У 1870 році цікавлячись слов'янськими мовами, вперше відвідав Росію, в 1871 — Прагу, подорожуючи, займався вивченням мов; в 1888 році, побувавши в Грузії, написав статтю про грузинську літературі. Багато подорожував не тільки по Росії і Польщі, відвідав Чехію і Словаччину, Сербію, Болгарію та інші слов'янські країни, займався вивченням граматик народів що населяли їх, словників і політичної та культурної історії.
У 1883 року написав працю «Світанок європейської літератури: слов'янська писемність».
Грунтовно вивчивши Росію, її історію, літературу, суспільне життя, з 1890 був викладачем російської та інших слов'янських мов в Оксфордському університеті. У своїй вступній лекції «An essay on the importance of the study of the slavonic languages» (Л., 1890), розібравши історію англо-російських відносин, детально зупинявся на важливості слов'янських мов для вивчення порівняльної філології, а також для цілей практичних, військових і політичних.
Автор «Історії Росії від народження Петра Великого до смерті Олександра II» (1902) і ряду книг з граматики польської, сербської, болгарської та російської мов, перекладів. Ним складена також історія слов'янських літератур. Автор статей для Оксфордського словника англійської мови.
Завдяки своїй невтомній праці, Морфілл був піонером в новій області наукового дослідження.
У 1908 році удостоєний звання почесного доктора Карлова університету в Празі.